# Wojciechowice (powiat Opatowski)
Wojciechowice is een dorp in het Poolse woiwodschap Święty Krzyż, in het district Opatowski. De plaats maakt deel uit van de gemeente Wojciechowice en telt 324 inwoners.